# Angela Bundalovic
Angela Bundalovic (* 1995) ist eine dänische Schauspielerin. Sie erlangte durch ihre Rolle in der Netflix-Serie The Rain Bekanntheit.

## Werdegang
Bundalovic studierte Tanz und Choreografie an der Danish National School of Performing Arts und schloss 2019 mit dem Bachelor ab.
Ihre ersten Rollen erhielt sie als Kinderdarstellerin in der Tragikomödie Dark Horse sowie im Kurzfilm Blood Sisters. 2018 verkörperte Bundalovic in 7 Folgen der ersten Staffel der Netflix-Serie The Rain die „Beatrice“. In der dänischen Fernsehserie Limboland spielt sie seit 2020 die Rolle der „Nadja“.

## Filmografie
- 2005: Dark Horse (Voksne mennesker)
- 2006: Blood Sisters (Blodsøstre)
- 2018: The Rain (Fernsehserie, 7 Episoden)
- 2020–2021: Limboland (Fernsehserie, 16 Episoden)
- 2022: Copenhagen Cowboy
- 2023: Kopenhagen gibt es nicht (København findes ikke)
- 2025: Fremmed: Det første opgør